# 思政堂
思政堂，位于中国安徽省黄山市歙县徽城镇渔梁社区。这是一座商贾住宅，建于清末。门罩砖雕颇为精美，取材于《三国演义》故事，宣扬重德重义。思政堂已列为歙县文物保护单位。